# Дома есть дома
Дома есть дома (бав. Dahoam is Dahoam) — мыльная опера баварского телевидения, выходящая с 2007 года. Сериал транслируется на баварском диалекте немецкого языка.

## Сюжет
Сериал повествует о жизни обитателей вымышленной баварской деревни Лансинг. Основными персонажами являются члены семей Бруннер, Кирхляйтнер, Эртл и Прайссингер.

## Критика
Сериал подвергается критике по причине того, что используемый в сериале язык не является настоящим баварским диалектом, но представляет собой упрощённую и адаптированную для остальных немцев форму баварского диалекта. Например, в речи героев часто можно наблюдать использование форм претерита для выражения прошедшего времени, что принципиально не существует в баварском наречии. В то же время сериал является единственным ежедневным сериалом на немецком телевидении, в котором используется баварский диалект.